# Luke Black
Luka Ivanović (em sérvio: Лука Ивановић; Čačak, 18 de maio de 1992) mais conhecido pelo seu nome artístico Luke Black, é um cantor e compositor sérvio. É o primeiro artista a solo da Sérvia com um contrato exclusivo com a Universal Music Group. Participará no Festival Eurovisão da Canção de 2023 com a canção «Samo mi se spava», em representação da Sérvia.

## Biografia
Luka Ivanović nasceu em Čačak, na atual Sérvia (naquela altura República Federal da Jugoslávia), no seio de uma família bem-sucedida, e compõe a sua própria música desde 2005. Começou a escrever canções aos 12 anos e aos 16 já estava a compor música. Nesse período, gravou seis álbuns que só os seus amigos mais próximos tiveram oportunidade de ouvir. Dois anos mais tarde, mudou-se para Belgrado para estudar o curso de filologia inglesa.

## Carreira

### 2014 e 2015: Início da carreira e EPs
Luka apresentou-se ao público pela primeira vez em Maio de 2014, no âmbito do «Groveland Festival», quando estreou o single «D-Generation». Foi então convidado por representantes da Universal Music Group para o seu escritório em Belgrado, a fim de iniciar a colaboração. Assim, tornou-se o primeiro artista a solo da Sérvia com um contrato exclusivo com esta editora internacional. Para além da sua própria música, também produz e realiza os seus próprios espectáculos e vídeos musicais. À procura do seu estilo artístico, experimenta novas e diferentes formas e estilos. Em Novembro de 2014, antes do início da colaboração oficial com a editora, lançou de forma independente o seu single «Nebula Lullaby» através do serviço digital online Spinnup. Juntamente com Kristijan Majić, é o autor desta canção, que foi gravada através do serviço telefónico digital Skype.
O seu single de estreia intitulado «D-Generation», foi lançado pela editora discográfica Universal a 24 de Fevereiro de 2015. O videoclipe desta canção estreou na MTV Adria e, algumas horas mais tarde, no seu canal oficial do YouTube. Ele é o autor integral do single, que foi criado em 2014. A canção foi inicialmente lançada digitalmente pela «Groveland», e depois as estações de rádio começaram a transmiti-la, alcançando posições nas tabelas. No final de 2014, a Rádio B92 incluiu esta canção na lista de nomeados para single do ano.
Entretanto, a canção «Holding on to Love» foi criada no final de 2014, foi lançada no Vevo a 29 de Maio de 2015 no canal oficial de Luka, e teve a sua estreia na rádio B92. A canção foi lançada nos Estados Unidos, Canadá e México a 2 de Junho de 2015.
A edição física do EP contém um total de 9 canções, incluindo os seus singles, enquanto a versão digital tem 6 canções e a faixa bónus «White Line». Pouco tempo depois, Luka actuou em Belgrado, Viena e Zagreb como abertura da banda sueca «Lust For Youth» em «Tvornica kulture». Alguns dias antes do Natal, a 18 de Dezembro de 2015, lançou uma edição com uma versão da faixa dupla «Jingle Bell Rocks» e «Nebula Lullaby».

### 2016 — 2023: Eurovisão
Em Fevereiro de 2016, conforme noticiado pelo site sérvio Blic, Luka foi escolhido como um dos possíveis representantes da Sérvia no Festival Eurovisão da Canção pela Rádio Televisão da Sérvia. No entanto, Sanja Vučić venceu o concurso e, de acordo com relatos da comunicação social, a sua canção para o concurso «Demons». seria o seu próximo single. Após o lançamento do single, ele confirmou para o portal «Tračara» que havia sido pré-selecionado pela RTS para representar o país no Festival Eurovisão da Canção 2016 com aquela música. Após o lançamento da mesma, ele partiu para uma digressão pela China, onde se apresentou em Pequim, Xangai e Cantão. Em outubro de 2016, ele também lançou o EP «Demons (Remix)» com 5 remisturas de músicas.
No final de Março de 2017, Luka actuou num clube noturno de Berlim chamado «Berghain», no desfile de moda da estilista Ivana Pilje, onde estreou o single «Walpurgis Night». A canção foi oficialmente lançada em Abril de 2017 e foi criada em colaboração com o produtor sueco Oskar Gofelström. Depois, em Outubro do mesmo ano, interpretou a faixa numa actuação em Liubliana e, mais tarde, na Semana da Moda de Belgrado. Em Novembro do mesmo ano, lançou «Olive Tree», que é uma versão futurista da canção chinesa com o mesmo nome. Esta foi também a sua primeira canção (parcialmente) em língua sérvia. A canção foi mais tarde traduzida para mandarim e interpretada pela artista chinesa Chyi Yu. Em Julho de 2018, lançou um EP com singles e duas remisturas.
Em Janeiro de 2023, Luka lançou um EP que contém quatro singles que apresentados durante 2021 e 2022: «A house on the hill», «Amsterdam», «Heartless» e «238». A 9 de Janeiro de 2023, foi revelado que iria competir na final nacional sérvia com a canção «Samo mi se spava» (em português: «Eu quero é dormir») para representar o seu país no Festival Eurovisão da Canção de 2023. A 27 do mesmo mês, foi revelado que iria actuar na primeira semi-final e, alguns dias depois, Luka passeou uma lagosta de plástico pelas ruas de Belgrado como parte da promoção da sua canção. No final, venceu o concurso e passou a representar o seu país no concurso europeu de música.

## Prémios e nomeações
| Ano  | Prémio                  | Categoria | Trabalho         | Resultado | Ref.   |
| ---- | ----------------------- | --------- | ---------------- | --------- | ------ |
| 2023 | Pesma za Evroviziju '23 | —         | Samo mi se spava | Vencedor  | [ 12 ] |

## Discografia

### EP
- Thorns, (Universal Music Group, 2015)
- Holding On To Love Remix, (Universal Music Group, 2015)
- Neoslavic, (Universal Music Group, 2018)
- F23.8, (Luke Black Recordings, 2023)

### Singles
| Título                              | Ano  | Álbum          |
| ----------------------------------- | ---- | -------------- |
| "Nebula Lullaby"                    | 2014 | Sem álbum      |
| "D-Generation"                      | 2015 | Thorns (EP)    |
| "Holding On To Love"                | 2015 | Thorns (EP)    |
| "Jingle Bell Rock / Nebula Lullaby" | 2015 | Sem álbum      |
| "Demons"                            | 2016 | Sem álbum      |
| "Walpurgis Night"                   | 2017 | Neoslavic (EP) |
| "Olive Tree"                        | 2017 | Neoslavic (EP) |
| "Frankensteined" (feat Majed)       | 2019 | Sem álbum      |
| "A house on the hill"               | 2021 | F23.8 (EP)     |
| "Amsterdam"                         | 2021 | F23.8 (EP)     |
| "Heartless"                         | 2021 | F23.8 (EP)     |
| "238"                               | 2022 | F23.8 (EP)     |
| "Samo mi se spava"                  | 2023 | Sem álbum      |
| "I'm So Happy"                      | 2023 | Sem álbum      |
| "God's Too Cool"                    | 2023 | Sem álbum      |